# Ian Bargh
Ian Martin Bargh (* 8. Januar 1935 in Prestwick, Schottland; † 2. Januar 2012 in Toronto) war ein schottisch-kanadischer Jazzpianist.

## Leben
Bargh trat als 17-Jähriger sowohl als klassischer Pianist als auch mit Jazzgruppen und Tanzbands in England und Schottland auf, bevor er 1957 nach Kanada emigrierte. In Toronto war er seitdem in der dortigen Jazzszene aktiv und spielte in den 1960er und 70er Jahren mit gastierenden Musikern wie Buddy Tate, Buck Clayton, Bobby Hackett, Vic Dickenson, Eddie „Cleanhead“ Vinson, Ernestine Anderson, Sweets Edison, Edmond Hall, Doc Cheatham oder Tyree Glenn. Ab Anfang der 1980er Jahre erhielt Bargh ein Engagement als Pianist in den samstäglichen Sessions von Jim Galloway („Toronto Alive!“), die im Sheraton Centre stattfanden und im Radio übertragen wurden. Bei diesen Sessions spielte er u. a. mit Zoot Sims, Al Cohn, Lee Konitz, Peter Appleyard, Frank Wright, Scott Hamilton, Rob McConnell, Ed Bickert, Dizzy Reece und Warren Vaché. Neben Tourneen mit Jim Galloway trat er jährlich auf dem Toronto Downtown Jazz Festival auf, wo er gastierende Künstler begleitete, darunter Plas Johnson, Spanky Davis, Harold Ashby, Fraser MacPherson, Joe Temperley, Randy Sandke, Jake Hanna und George Masso. Neben seiner langjährigen Mitgliedschaft in Jim Galloways Sextett Echoes of Swing konzertierte er auf Kreuzfahrtschiffen. Bargh wirkte bei Aufnahmen von Larry Dubin and the Big Muddys sowie von Jim Galloway und Doc Cheatham bei Sackville mit. 1994 nahm er live unter eigenem Namen das Soloalbum Only Trust Your Heart auf.